# Козуб Ігор Романович
Ігор Романович Козуб (нар. 4 серпня 1969, Великі Гаї, Тернопільська область, УРСР) — радянський та український футболіст, нападник.

## Клубна кар'єра
Вихованець ШІСП Львів. Перший тренер — В. Філіп.
У дорослих командах починав грати в 1985 році в тернопільській «Ниві». У 1987 році в складі цієї команди ставав срібним призером зони УРСР другої радянської ліги. Після цього успіху був запрошений в «Таврію» — команду першої ліги. Зігравши в сімферопольській команді 10 матчів, вже походу сезону повернувся до другої ліги. Кар'єру продовжив спочатку в «Десні», а пізніше — в київському СКА.
У 1993 році повернувся в «Ниву», яка виступала на той момент у вищій лізі чемпіонату України. У вищому дивізіоні дебютував 5 жовтня 1993 року в грі з запорізьким «Торпедо» (0:1). У тернопільській команді зіграв у шести матчах, виходячи на поле в кожній грі не більше ніж на 20 хвилин. Навесні 1994 року перейшов у «Буковину», де зіграв ще 8 матчів у вищій лізі. За підсумками сезону команда з Чернівців покинула вищий дивізіон. Козуб провів у «Буковині» півсезону, а потім продовжив виступи в різних аматорських колективах. З 1996 по 1997 рік виступав у «Ниві» (Теребовля) в аматорському чемпіонаті України.

## Кар'єра в збірній
Викликався в юнацьку збірну команду України U-19.